# Corpus
Corpus — російське видавництво, що випускає науково-популярну, художню літературу та документальну прозу. Засноване у 2008 році. Імпринт видавничої групи «АСТ».

## Історія
Corpus заснований в 2008 році як імпринт видавничої групи " АСТ " редакцією під керівництвом Сергія Пархоменка та Варвари Горностаєвої, які працювали до цього у видавництвах «Іноземка» та «КоЛібрі» .
Перші книги вийшли у вересні 2009 року до Московського міжнародного книжкового ярмарку (ММКЯ). На виставці Non/fiction того ж року Corpus представив книгу, що стала бестселером "Підстрочник: Життя Ліліанни Лунгіної, розказана нею у фільмі Олега Дормана " . За півтора року було продано близько 100 000 екземплярів цієї книги, при першому тиражі 4000 .
Розробкою типових макетів для видавництва Corpus, зокрема єдиного оформлення обкладинок, займався російський графічний дизайнер та ілюстратор Андрій Бондаренко . Більшість книг видавництва також вийшло у його художньому оформленні. Високий рівень дизайну видань, які випускає видавництво, відзначили американський тижневик Publishers Weekly, присвячений проблемам міжнародного книжкового ринку .
У 2019 році видавництво було нагороджено Літературною премією імені Олександра Бєляєва .